# 四十里城子镇
四十里城子镇，是中华人民共和国新疆维吾尔自治区巴音郭楞蒙古自治州焉耆回族自治县下辖的一个乡镇级行政单位。

## 行政区划
四十里城子镇下辖以下地区：
新城社区、店子村、阿克墩村、麻扎村、巴克来村和新渠村。